# Auguste Perret
Auguste Perret (Ixelles, Belgija, 12. veljače 1874. – Pariz, Francuska, 25. veljače 1954.) bio je francuski arhitekt i urbanist koji se smatra prvim majstorom konstrukcija od armiranog betona.

## Život i djelo
Perret je od 1891. do 1901. studirao na Likovnoj akademiji (École des Beaux-Arts) u Parizu, gdje je diplomirao arhitekturu u klasi Juliena Guadeta. Uz studiranje, Perret je radio u očevoj građevinskoj tvrtci od 1894. godine. Tu je od 1900. god. započeo praviti konstrukcije od armiranog betona, u čemu mu se kasnije pridružuju pioniri moderne arhitekture, Le Corbusier (1908. – 1909.), René Iche i Patroklos Karantinos.
Od 1903. do 1904. vodio je izgradnju zgrade u ulici Franklin br. 25. (Pariz), u kojoj je imao apartman u potkrovlju. God. 1905., zajedno s braćom Gustaveom i Claudeom, osnovao je tvrtku „Braća Perret” (Perret frères) koja je, između ostalog, izgradila Kazalište Champs-Élysées (1911. – 1913.) od armiranog betona s fasadom od mramora. Od 1922. do 1923., u suradnji s bratom Gustaveom, izgradio je Gospinu crkvu u Raincyju (Notre-Dame du Raincy) koja se smatra jednom od prvih djela moderne arhitekture 20. stoljeća. Od 1931. do 1932. Perret je upravljao izgradnjom pomorskog ureda u Parizu.
Od 1940. god. Perret je počeo predavati na Likovnoj akademiji. Od 1945. do 1954. Perret je bio glavni urbanist, zaslužan za obnovu Le Havrea. Za izgradnju je koristio pijesak i opeke iz ruševina grada koji je stradao u Drugom svjetskom ratu, koji su bili odvajani po boji. S timom od 60 arhitekata dizajnirao je bulevare i osovinu dugih ulica s redom kuća od betona s jasnim i jednostavnim ukrasima i nizom kolonada. Od građevina se ističu 107 m visok oktogonalni toranj Crkve sv. Josipa (Eglise Saint-Joseph du Havre, 1951.) koji izgleda poput svjetionika, dok njegovih 12.700 šarenih vitraja osvjetljava unutrašnjost crkve.
God. 1952. izgradio je i Toranj Perret u Amiensu koji se smatra prvim neboderom u Francuskoj.
Kako je bio jedan od prvih zagovaratelja gradnje od armiranog betona, što je postalo temeljem moderne arhietkture, Internacionalno udruženje arhitekata (Union Internationale des Architectes, UIA) je svoju nagradu za nove tehnologije nazvalo po njemu, „Nagrada Auguste Perret”.
Književna djela:
- Französische Architektur- und Städtebauausstellung, 1948/1949, Greiser, Rastatt 1948.
- Contribution à une theorie de l'architecture, Choice, Pariz, 1952., ISBN 3-922993-14-1

- Kazalište Champs-Élysées, 1913.
- Gospina crkva u Raincyju (Notre-Dame du Raincy), 1923.
- Gradsko središte Le Havrea
- Crkva sv. Josipa u Le Havreu, 1951.
- Toranj Perret (Amiens), 1948. – 1954.

## Vanjske poveznice
- Auguste Perret na archINFOM